# Hermannus Koelte
Hermannus Koelte († 9. November 1610) war ein Zisterziensermönch und Abt des Klosters Marienfeld.

## Leben
Hermannus Koelte war Kellner des Klosters Marienfeld. Als der Abtssitz ab 1600 vakant war, wählte der Konvent Koelte zum Abt des Klosters. Koelte gilt als einer der Reformatoren der Abtei.
Nach den Berichten des Klosterchronisten Hartmann ließ Koelte an den Marienfelder Altar ein weiteres, aber weniger prächtiges, Flügelpaar anbringen. Ferner ließ er einen Predigtstuhl errichten, der seinen Namen trägt. Daneben befand sich ein Bild, das den Abt in schwarzer Kutte kniend vor dem Kreuz zeigt. Über diesem Bild stand:
Was das Bild zeigt, ist Gott, aber es selbst ist nicht Gott.
Das rufe dir in Erinnerung und verehre nur im Geiste, was du auf dem Bild siehst
Unter dem Bild war notiert:
Er selbst ist es nicht, aber verehre Christus
ja bete ihn an durch den Dargestellten.
Hermannus Koelte starb am 9. November 1610, nachdem er sieben Jahre und drei Monate regiert hatte. Er wurde im Kapitelhaus des Klosters beigesetzt.